# Цап Ярослав Йосипович
Яросла́в Йо́сипович Ца́п (19 квітня 1965 — 8 червня 2016) — прапорщик Збройних сил України, учасник російсько-української війни.

## Життєпис
Народився 1965 року в селі Дем'янка-Лісна (Жидачівський район, Львівська область). Працював водієм у місцевому господарстві в селі Заріччя.
У часі війни — прапорщик, механік-водій 3-го зенітного ракетного відділення зенітного ракетно-артилерійського взводу, рота вогневої підтримки 128-ї окремої гірсько-піхотної бригади.
8 червня 2016 року загинув під час обстрілу терористами позицій ротного опорного пункту поблизу Опитного (Ясинуватський район). Тоді ж зазнав важких поранень та пізніше помер солдат Іван Бабич.
Без Ярослава лишились дружина та четверо дітей.
12 червня 2016 року похований в селі Дем'янка-Лісна, сотні людей протягом 20 кілометрів проводжали в останню путь воїна; 11 та 12 червня у Жидачівському районі оголошено Днями жалоби.

## Нагороди та вшанування
- указом Президента України № 345/2016 від 22 серпня 2016 року «за особисту мужність і високий професіоналізм, виявлені у захисті державного суверенітету та територіальної цілісності України, вірність військовій присязі» — нагороджений орденом «За мужність» III ступеня (посмертно)[1]
- 21 серпня 2017 року в селі Дем'янка-Лісна на фасаді місцевої школи відкрито меморіальну таблицю на вшанування пам'яті Ярослава Цапа.